# Alfred Hennings
Alfred Otto Paul Hennings (* 25. Oktober 1919 in Magdeburg; † 11. März 2014 in Krumbach)  war ein deutscher Designer, Künstler und Kunsterzieher.

## Leben

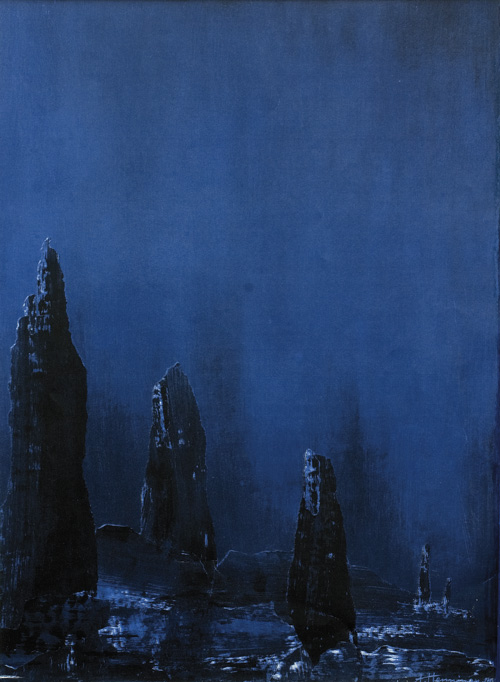
Blaue Landschaft

Hennings entwickelte früh eine ausgeprägte Neigung und Begabung für die bildende Kunst. Sie wurde an der Fachschule für angewandte Kunst in Magdeburg in den Jahren 1938 und 1939 gefördert. Während des  Kriegsdienstes und der Jahre in der sowjetischen Kriegsgefangenschaft konnte er sie nur noch gelegentlich verfolgen. Bei der einen oder anderen Teilnahme an Ausstellungen während des Krieges sowie an Gelegenheitsarbeiten mit Motiven aus dem Kriegsalltag zeigt sich das außergewöhnliche Talent von Hennings. Geprägt haben sein ästhetisches Empfinden auch die großartigen Landschaften des Hochkaukasus, wo er einige „seiner“ sowjetischen Jahre verbrachte. Die 1950er Jahre wurden für Alfred Hennings zur „Lehr- und Wanderzeit“: Von 1950 bis 1953 absolvierte er eine Ausbildung zum Holzbildhauer in Minden sowie eine Fachklasse für Bildhauerei in Wiedenbrück. Abschluss mit Auszeichnung. Er studierte Malerei an der Königlichen Akademie in Mechelen (Belgien) bei Roesen sowie Freie und angewandte Grafik bei Krafft an der Fachhochschule in Bielefeld. Nach dem Staatsexamen im Jahr 1958 baute Alfred Hennings ein Designeratelier bei den Melitta-Werken in Minden auf, das er bis 1964 leitete. Ab 1965 wirkte er als freischaffender Designer, als Künstler und Kunsterzieher in Bayerisch-Schwaben. Viele namhafte Firmen zählten zu seinen Auftraggebern. Einzelausstellungen, Preise bei Wettbewerben und Ankäufe seiner Werke in den öffentlichen Besitz förderten den Ruf von Alfred Hennings als eine der Leitfiguren der mittelschwäbischen Kunstszene. Seine Kunst gab der Künstler gerne und kompetent weiter an Studierende der VHS Krumbach, an Schüler des Simpert-Krämer-Gymnasiums Krumbach, der Fachoberschule Krumbach, der Berufsfachschule für Ergotherapie in Günzburg. Das Staatsinstitut für Schulpädagogik und Bildungsforschung München berief Alfred Hennings im September 1984 in die Lehrplankommission „BFS für Beschäftigungs- und Arbeitstherapie“.

## Werk
Gebrauchsgrafik ist zumeist kurzlebig. Nicht bei Alfred Hennings. Seine vor über 60 Jahren geschaffene Verpackung der Melitta-Kaffeefiltertüte ist bis heute fast unverändert, ein zeitloses Markenzeichen. Auch andere Designerarbeiten von Alfred Hennings, beispielsweise das „Fruchtring“-Logo, sind gewissermaßen Klassiker dieses Genres geworden.
575 Titel zählt das von Thomas Heitele erstellte Verzeichnis der Werke von Alfred Hennings. Das Experimentieren mit verschiedensten Techniken und die Teilhabe an den Entwicklungen der Kunst im 20. Jahrhundert sind in diesem Werk präsent. Beim Gemälderelief (unter Verwendung von extrem starker Industriepappe), der Seidenpapiercollage und der Nutzung von Farben aus der Druckindustrie hat Alfred Hennings eigene Techniken entwickelt und markante künstlerische Akzente gesetzt. Seine bevorzugten Themen sind Menschen, auf engstem Raum beieinander, gegen- und miteinander, durchbrechendes Licht, Türen und Ausgänge, kühne Brückenkonstruktionen und brennende Fragen der Zeit. In Alfred Hennings Werken kommen die solide grafische Ausbildung, das ausgeprägte Gespür für das Plastische, die grandiose Farbbehandlung und ein starker Hang zu philosophisch-ästhetischer Reflexion, gebrochen durch ein starkes Element Humor, zu einer fruchtbaren Kommunikation.

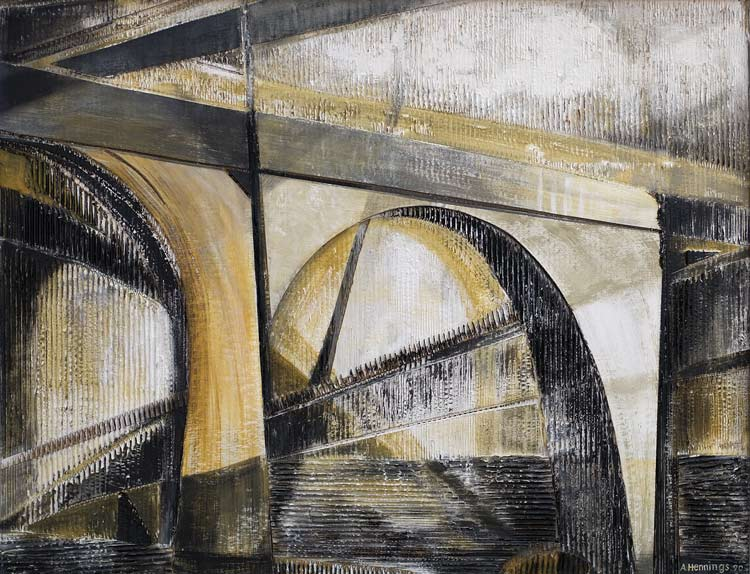
Über Brücken, Gemälderelief

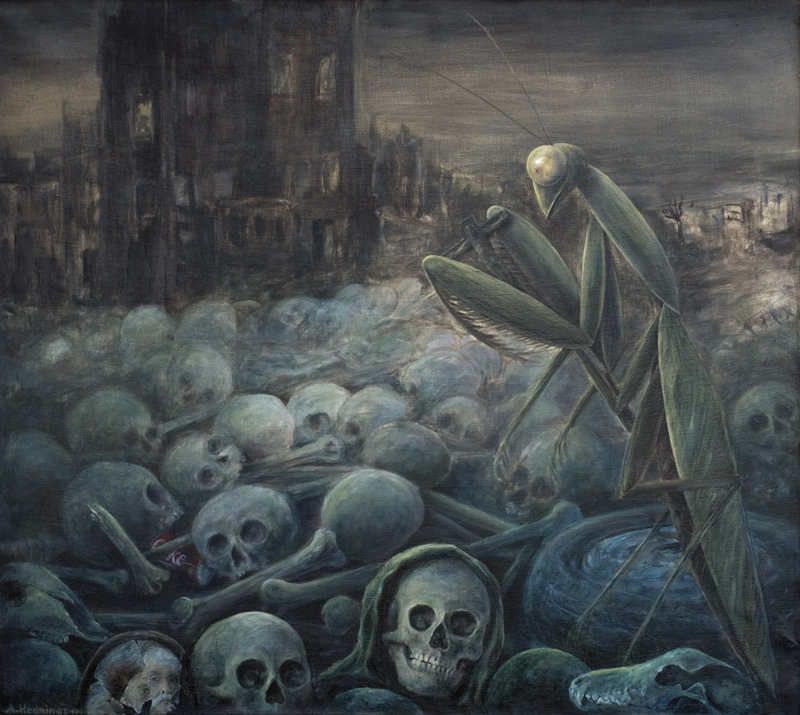
Die Frage der Gottesanbeterin, Öl

## Preise und Auszeichnungen
- 1. Preis beim Wettbewerb für Packungsentwürfe (Greiling-Zigaretten) 1956
- 5. Preis beim „Concours d’affiches Congres Mondial“ – Weltausstellung in Brüssel 1958
- 1. Preis des RWK (Rationalisierungs-Kuratorium der Deutschen Wirtschaft) beim CIOS-Emblem-Wettbewerb 1971 (über 300 Einsender aus 16 Ländern)